# Макаров, Владимир Иванович (государственный деятель)
Влади́мир Ива́нович Мака́ров (16 ноября 1923, с. Дуплято-Маслово, Тамбовская губерния — 26 октября 1979) — советский партийный государственный деятель, председатель Тамбовского облисполкома (1976—1979).

## Биография
После школы окончил Тамбовское педагогическое училище (1941). В годы Великой Отечественной войны участвовал в боях на Западном фронте в составе 4-й отдельной стрелковой бригады в должности командира отделения, на 1-м Белорусском и 1-м Прибалтийском фронтах в составе 669-го стрелкового полка 212-й Кричевской стрелковой дивизии — в должности старшины роты автоматчиков. В июле 1944 года вступил в ВКП(б).
С 1952 г. — на партийной и советской работе. Избирался секретарём партийной организации МТС, вторым, первым секретарём Знаменского райкома партии и председателем Знаменского райисполкома. Окончил Высшую партийную школу при ЦК КПСС, в 1954 г. — Тамбовскую двухгодичную партийную школу. Работал вторым секретарём Тамбовского обкома КПСС (1973—1976), с 1976 г. — председатель Тамбовского облисполкома.
Избирался депутатом Верховного Совета РСФСР 9-го созыва (1975), делегатом XXV съезда КПСС (1976).
В октябре 1979 г. погиб в автокатастрофе.

## Награды и звания
- орден Красной Звезды (15.6.1944)[7]
- орден Славы III степени (12.4.1945)[8]
- орден Октябрьской Революции (1973)[2]
- два ордена Трудового Красного Знамени (1966, 1971)[2]
- медали, в том числе:
  - «За боевые заслуги» (12.8.1944)[9]
- Почётный гражданин Знаменского района (2004)[2][3].